# Calle de la Flor Alta
La calle de la Flor Alta es una vía pública de la ciudad española de Madrid, situada en el barrio de Universidad, distrito Centro, que une la calle de los Libreros con la intersección de San Bernardo con Gran Vía. Cruzando diagonalmente esta última en dirección noroeste se continúa en el breve tramo denominado calle de la Flor Baja que muere en Leganitos, a escasos metros de la Plaza de España.

## Historia

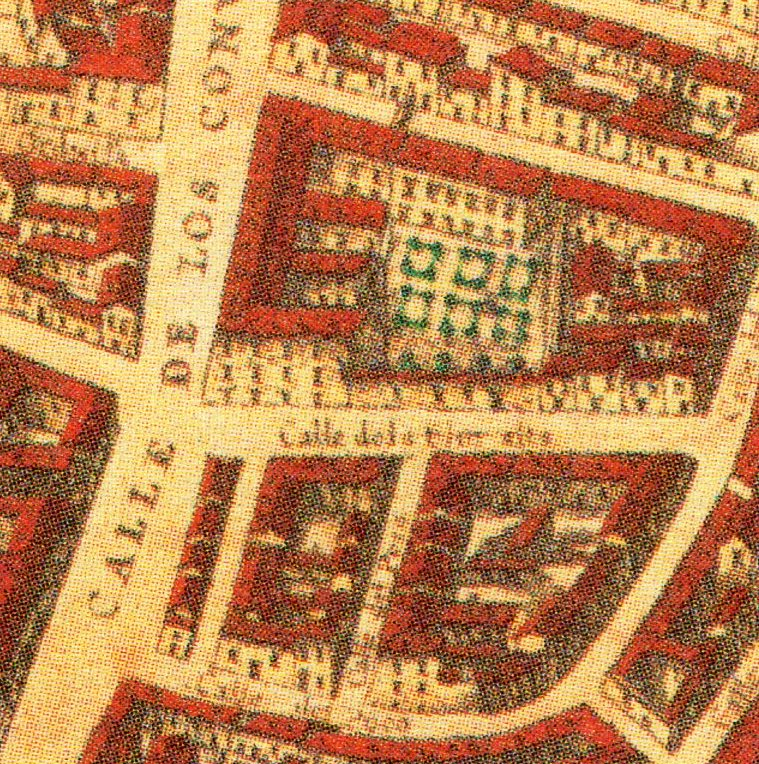
Calle en el plano de Texeira de 1656, mucho tiempo antes de la construcción de la Gran Vía.

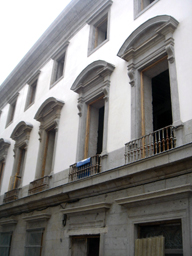
Palacio de Altamira.

La «Flor Alta» une la calle de los Libreros, antaño «de la Justa», con la calle de San Bernardo. Aparece con ese nombre en el plano de Texeira de 1656 y en el de Antonio Espinosa de los Monteros de 1769. Hacia 1889 se conservaban antecedentes de construcciones particulares en la calle desde 1784.
El origen de su nombre, según la tradición popular, le viene de la casa de recreo que tuvo García de Barrionuevo de Peralta en los terrenos luego ocupados por la plaza de los Mostenses, y de la división de sus jardines y huertas en huertos de flores altas y de flores bajas. Tras venderse la finca, quedaron los nombres de «Flor Alta» y «Flor Baja».
En su recorrido se encuentra el llamado palacio de Altamira, que empezó a construir Ventura Rodríguez como residencia del duque de Altamira, pero cuyo proyecto original no llegaría a culminarse. En el número 9 estuvo a finales del siglo xix, el Centro Instructivo del obrero, inaugurado el 9 de enero de 1887. En ella también se encontraba el Convento de Nuestra Señora del Rosario.